# Carsten Kühlmorgen
Carsten Kühlmorgen (* 2. Oktober 1970 in Karl-Marx-Stadt; † 7. Juni 2003 in Kabul) war ein deutscher Schwimmer und Soldat. Er ging aus den DDR-Meisterschaften im Schwimmen 1990 als der letzte DDR-Meister über 200 Meter Schmetterling hervor und war einer der ersten deutschen Soldaten, die durch ein Selbstmordattentat bei einem Auslandseinsatz der Bundeswehr fielen.

## Leben
Kühlmorgen verbrachte seine frühe Kindheit in Karl-Marx-Stadt, zog dann aber nach der Trennung der Eltern mit seiner Mutter nach Kirchberg. Im Jahr 1977 begann er mit dem Schwimmtraining. Wegen seines großen Talents ging er zum Schwerpunktclub des Bezirks, dem SC Karl-Marx-Stadt. Er war vierfacher Sieger bei der Kinder- und Jugendspartakiade 1985 und holte im Jahr darauf bei den Junioren-Schwimmeuropameisterschaften in West-Berlin mit der Staffel über 4 × 200 Meter Freistil die Goldmedaille. Pro Woche trainierte Kühlmorgen 35 Stunden; als seine Spezialstrecken galten 400 und 1500 Meter Freistil. Auf letzterer Distanz erreichte er bei den DDR-Meisterschaften im Schwimmen 1986 in Ost-Berlin sowie 1988 in Potsdam jeweils Rang drei. Bei den letzten DDR-Schwimmmeisterschaften in Dresden 1990 siegte er jedoch über 200 Meter Schmetterling. Sein Trainer, der ihn von 1982 bis 1991 betreute, erklärte dies damit, dass Kühlmorgen im Training „lieber Schmetterling- als Freistilserien“ absolvierte.
In den frühen 1990er Jahren machte Kühlmorgen eine Lehre als Automechaniker. Nachdem sein Betrieb pleitegegangen war, musste er sich umorientieren. Er beendete 1992 seine Karriere als Schwimmer und begann eine Ausbildung bei einer Versicherung. Bald darauf wechselte er zur Bundeswehr, wo er der Fernmeldetruppe EloKa angehörte. Er wohnte privat in Marienberg und diente zuletzt im Rang eines Oberfeldwebels beim Fernmelderegiment 320 im hessischen Frankenberg (Eder). Ende 2002 wurde er als Teil seiner Einheit zu einem sechsmonatigen Auslandseinsatz nach Afghanistan verlegt. Im Jahr 2003 ging seine Einheit im Bataillon Elektronische Kampfführung 932 auf.

## Tod in Afghanistan
Am Pfingstsamstag, dem 7. Juni 2003, dem letzten Tag seines halbjährigen Einsatzes als Teil der ISAF in Afghanistan, trat Kühlmorgen die Heimreise an. Dazu fuhr er mit weiteren Soldaten in einem Bus vom Kabuler Camp Warehouse, einem damaligen Stützpunkt der Deutschen, durch die Stadt zum Flughafen Kabul. Um 07:58 Uhr rammte ein Selbstmordattentäter den Bus mit einem Taxi, in dem sich eine Bombe befand. Bei der Explosion und dem folgenden Brand starben Kühlmorgen und drei seiner Kameraden aus Hessen, 29 weitere Personen wurden verletzt. Dabei handelte es sich um den mit Abstand schwersten Zwischenfall der Bundeswehr in Afghanistan des Jahres, der zugleich als erster tödlicher Angriff auf deutsche Soldaten seit Ende des Zweiten Weltkriegs gilt. Kühlmorgen gehört dadurch zu den ersten Deutschen, die bei einem Anschlag in diesem Land fielen. Sein Leichnam wurde am 10. Juni 2003 nach Deutschland überführt, wo noch im militärischen Teil des Zielflughafens Köln/Bonn eine Trauerfeier stattfand. Bei einer weiteren Trauerfeier am 16. Juni in Marienberg nahmen Angehörige und Freunde von ihm Abschied. Später wurde er in München in der Nähe des Wohnorts seiner Schwester beigesetzt.

## Gedenken
Erinnerungstafeln zum Gedächtnis an Carsten Kühlmorgen und seine gefallenen Kameraden befinden sich in Camp Warehouse in Kabul und am Eingang der Burgwaldkaserne in Frankenberg (Eder). Auch im Ehrenmal der Bundeswehr im Bendlerblock in Berlin und im Wald der Erinnerung wird Kühlmorgen namentlich genannt.